# The Same Star

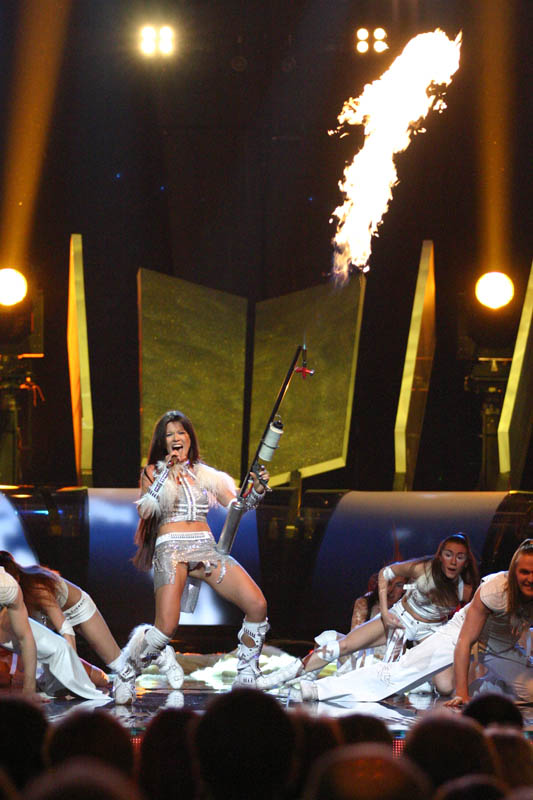
Ruslana na finále Eurovision Song Contest 2005, kde zazpívala písně „Heart on Fire“ a „The Same Star“

„The Same Star“, ukrajinsky Скажи мені (Skažy meni), je singl ukrajinské zpěvačky Ruslany, píseň byla v roce 2004 vydána na jejím albu Wild Dances. Věnovala ji svému manželovi Aleksandru Ksenofontovovi, své životní lásce.
Po svém úspěchu na Eurovision Song Contest 2004 zazpívala o rok později na finále Eurovision Song Contest 2005 v Kyjevě písně „Heart on Fire“ a „The Same Star.“

## Seznam skladeb[1]
1. The Same Star (intro) – 1:01
2. The Same Star (album version) Song text – 4:21
3. Skazhy Meni (Ukrainian album version) – 4:22
4. Skazhy Meni (house mix) mixed by DJ Nekrasov – 4:22
5. Skazhy Meni (hard & phatt mix) mixed by DJ Nekrasov – 4:22
6. The Same Star (club mix) (REDCo's mix) – 5:05
7. The Same Star (instrumental) – 4:22
8. The Same Star (brass and strings mix) – 4:09
9. The Same Star (acapella mix) – 3:52

## Videoklip
- Fotografický režisér – Oleksiy Stepanov
- Choreograf – Iryna Mazur
- Taneční skupina Iryny Mazur “Zhyttya”
- Stylista – Anzhela Posokhova
- Vedoucí výroby – Oleksandr Sytnikov
- Produkce – Ruslana, Aleksandr Ksenofontov.
- Režisér – neznámý

## Hitparády
| Skladba               | Hitparáda               | Umístění |
| --------------------- | ----------------------- | -------- |
| The Same Star         | Ukrainian Airplay       | 1        |
| The Same Star         | Ukraine Top 20          | 1        |
| The Same Star - Remix | Ukrainian Airplay       | 1        |
| The Same Star - Remix | Ukraine Top 40          | 1        |
| The Same Star         | Europe Official Top 100 | 19       |
| The Same Star         | Belgium UltraTop 50     | 50       |
| The Same Star         | Romanian Top 100        | 60       |
| "The Same Star"       | Russia Airplay Chart    | 199      |